# Djibril Tamsir Niane
Djibril Tamsir Niane, gvinejski dramatik, zgodovinar in pisatelj, * 9. januar 1932, Conakry, Gvineja, † 8. marec 2021, Senegal.
Bil je specialist za zgodovino zahodne Afrike, kjer je zbiral tudi ustno literarno in zgodovinsko izročilo.
Njegovo najbolj znano delo je francoska priredba Sundžate. Priredba, po kateri je svetovno občinstvo spoznalo ta ep, ki se ustno predaja že dolga stoletja in ki pripoveduje o ustanovitvi malijskega imperija, se naslanja na pripoved griota Mamadouja Kouyatéja.